# Lago Bangweulu
Il lago Bangweulu è un lago d'acqua dolce dello Zambia. Il suo nome significa “il luogo dove l'acqua e il cielo si incontrano”.

## Geografia
Il lago è la fonte del fiume Luapula che ne rappresenta anche l'emissario, ed è alimentato da 17 fiumi principali. È situato ad un'altitudine di 1.140 metri sul livello del mare, e misura circa 75 km di larghezza nel punto più ampio. È un lago poco profondo, misurando 4 metri di profondità media e 10 metri di massima. La sua superficie è variabile secondo le stagioni dai 4.000 ai 10.000 km².
Principali fonti del lago e delle paludi delle sue regioni meridionali è il fiume Chambeshi. Le acque di questa regione fanno parte del sistema fluviale del fiume Congo. Il lago è composto da 3 specchi d'acqua tra loro paralleli:
- a nord-ovest il lago Chifunabuli che misura 50 km di lunghezza per 5 km di larghezza ed è separato dal resto del bacino per una striscia di terra sottile (250 metri) chiamata Penisola Lifunge.
- a sud-est il lago Walipupe (30 km di lunghezza per 13 di larghezza).
- al centro il lago Bangweulu che è il lago principale.

Sia a sud che a est del lago si estendono le paludi del Bangweulu che si snodano su una lunghezza di 120 km per 75 km di larghezza. Nelle stagioni delle piogge le paludi possono raggiungere una superficie di 15.000 km².